# 山本雅道
山本 雅道（やまもと まさみち、1978年8月4日 - ）は、神奈川県藤沢市出身の自転車プロロードレース選手。身長171cm、体重64kg。スプリンター。

## 来歴
横浜高校在学中、自転車部に所属し活躍。高校の同級生にいずれもプロ野球選手の阿部真宏、幕田賢治、松井光介らがいる。
卒業後、プロデビューし主にイタリアやフランスで活動。1999年、2000年の全日本選手権U-23を連覇。2001年からシマノレーシング（スキル・シマノ）に所属。同年のツアー・オブ・ジャパン大阪ステージで日本人最高位の4位となる。
2006年12月5日、元バレーボール選手でタレントの益子直美と結婚する。
2008年、チームブリヂストン・アンカーに移籍。この年の7月にはツール･ド・マルティニック第8ステージで勝利。UCI格付けのレースで念願の初勝利を飾った。
2011年8月、選手を引退することを自身の公式サイトで発表した。
2013年6月に、オーナーとして自転車店BICYCLE FACTORY YAMAMOTO「BFY」をオープンするも、店長へ引き継ぐ形となり、2020年2月をもって閉店。
2015年、石田哲也監督に誘われる形で、キナンサイクリングチームで現役復帰し、キャプテンとなる。
2016年、シエルヴォ奈良に監督兼選手として移籍。